# 王芗斋
王芗斋（1890年—1963年），名政和，又名尼宝，字宇僧，晚年自号矛盾老人，河北省深縣魏家林村人，中国近现代武术家 ，曾學形意拳，自創意拳（又稱大成拳）創始人。

## 簡歷
王薌齋1890年生于河北深县魏家林村〈一說1885年〉。1898年，自言師从形意拳名家郭云深学习形意拳。後得湖南心意拳名家谢铁夫传技。1923年在福建访纵鹤拳家方永苍。1925年过淮南遇黄慕樵学“健舞”。1928年在上海与六合八法拳（华岳心意六合八法拳）名家吴翼翬相交。1937年在北京四存学会传授意拳。1939年在《实报》上公开声明其观点，以武会友。张壁(张玉衡)请以“大成拳”称，故意拳又名大成拳。1945年在北京太庙成立拳学研究会，传授大成拳站桩功用于健身及治病。1963年7月12日，病逝于天津。

## 年譜
- 1890年，出生於河北省深縣魏家林村。據說年八歲時，奉父命拜在形意拳巨匠郭雲深門下學拳，是郭氏最睌年弟子。因其聰敏且勤奮好學，深受郭氏器重，遂將畢生所學，傾囊傳授。但王薌齋是否是郭雲深的弟子，在形意拳門下仍有爭議，
- 1907年，至北京從軍，為伙房兵。並開始與武術界所有來往，自稱為郭雲深弟子。結識張占魁，被其賞識，稱其為師弟，並將他介紹給京津一帶的人士。
- 1913年，據《意拳正軌》說，應陸軍部之聘，任武技教練所教務長，軍政界聞人徐樹錚任所長。聘劉奇蘭之子劉文華，李存義嫡傳弟子尚雲祥，李奎元弟子孫福全等為該所教練，時教練所群英薈萃，盛極一時。但依中国第二历史档案馆中所藏檔案，兩屆的教務長皆非王薌齋，教練名單中也沒有王薌齋，故此說仍有爭議。
- 1918年，武技教練 所因政局變動停辦，趁機南遊，正是[讀萬卷書不如行萬里路] ，此行[參學萬餘裡，拜見拳家逾 千人… … ] （薌齋語），獲益良多。有關遊歷期間之故事細節，請參閱王薌齋生平大事記一書。
- 1925年，因政局變動北歸，京津兩邊走。
- 1926年，將遊歷時以武會友之心得，結合所學，倡導『意拳』，拳以意名，乃示拳理 之所在，貴乎重精神，重意感，重自然力之鍛煉也。
- 1928年，張占魁應李景林、張之江二人之請，攜王薌齋同往，赴杭州任第三次全國運動會武術比賽裁判。後應師兄錢硯堂之約赴上海相見，於是留居上海，並在南京路先施公司後街牛庄路，正式掛牌『意拳社』，開始以意拳為名，公開授徒。此後，張長信、尤彭熙、高掁東、趙道新、韓星橋、韓星垣、張恩桐、卜恩富、馬成鑫、裘稚和……等相繼投門下。
- 1935年，率韓星橋、張恩桐和卜恩富，歸故里河北深縣集訓，韓星垣則留在上海主持 館務 及支援。
- 1937年，到北京定居，並在「四存學會」教授意拳 ，與此同時，韓星垣應師召，上北京隨侍左右，並當助教。
- 1939年，為了發揚中國拳學真諦，在當時的北京「實報」和「新民報」上發表公開聲明，歡迎武術界人駕臨賜教，「以武會友」並接受記者訪問及闡釋拳學要義。
- 1940年，發表《大成拳論》，開始以大成拳為名，此後不再稱意拳。
- 1958年，應北京中醫研究院之邀，在 廣安門醫院以站樁為主 ，治療各慢性疾病，解除病人痛苦。
- 1961年，河北省衛生廳惠軒廳長聞名，聘到保定中醫醫院工作，教授養生樁治療各種慢性病。
- 1963年七月十二日，病逝於天津，享年七十三歲。

## 著作
著作有《拳道中枢》、《意拳正轨》、《大成拳论》等。

## 爭議

### 師承
王薌齋自稱八歲師承於形意拳郭雲深，其姐夫李振山（一名李豹）為郭雲深之徒，郭雲深晚年在李振山處養老，因此得以學拳。但郭雲深過世時，他年僅八歲，是否曾受過郭雲深指導，向來有所爭議。傳說他是在郭雲深墳頭拜師入門，並不能算是郭雲深的關門弟子。有人传主要指導他的人是郭雲深弟子，其姐夫李豹，但有人就此事询问王之女玉芳女士时，她表示并不知道有李豹其人。
一說王薌齋主要是師承於其表叔馬耀南習形意拳。馬耀南師從李殿英，李殿英為郭雲深弟子。王薌齋自稱為郭雲深弟子是為了抬高自己輩份。

### 捏造故事
王薌齋因為好為大言，喜愛標榜自己，又愛變異傳統，所以在民國初年北京武術界中風評不佳。在他及他弟子的書中，有許多打敗李瑞東、尚雲祥、薛顛等人的故事，後皆被證實是捏造的。吳圖南稱其拳為流氓拳，不認為意拳是正當的拳派。因為自創意拳，對傳統的形意拳多所批評，一些形意拳門下也對他所有不滿。
據說曾與王薌齋交手，交換工夫的幾個對手，如方怡莊（又稱方永蒼）、金紹峰、解鐵夫和齊執度，在實際考據上，並沒有這幾個人物的記錄，也引人懷疑。如1923年曾與福建縱鶴拳傳人方永苍過招的故事，也可能為捏造。方永蒼據說是方世培的姪子，但在方世培族譜上沒有這個人。

### 抗日戰爭
第二個爭議來自於在對日抗戰時，他曾在日軍占領的北平市中，參加親日組織新民會。因此楊松山、何福生、顧留馨皆批評他是漢奸。

## 传人
有周子炎、高振东、赵道新、张恩桐、韩星樵、张长信、卜恩富、韩星垣、洪连顺、姚宗勋、窦世明、李永宗、赵逢尧等。赐名姚宗勋名继芗、韩星樵名道宽、卜恩富名道魁、赵逢尧名道宏、张恩桐名道德。